# Граничная (Омская область)
Граничная — станция (тип населённого пункта) в Русско-Полянском районе Омской области России. Входит в состав Калининского сельского поселения.

## География
Станция находится в юго-восточной части Омской области, в степной зоне, в пределах Ишимской равнины, вблизи государственной границы с Казахстаном (Уалихановский район, Северо-Казахстанская область).

## История
Железнодорожня станция Граничная возника в 1965 году на участке Иртышское- Кызыл-Ту Западно-Сибирской железной дороги.
В соответствии с Законом Омской области от 30 июля 2004 года № 548-ОЗ «О границах и статусе муниципальных образований Омской области» посёлок вошёл в состав образованного муниципального образования «Калининское сельское поселение».

## Население
| 2010 |
| ---- |
| 0    |

Национальный состав
Согласно результатам переписи 2002 года, в национальной структуре населения казахи составляли 100 % от общей численности населения в 4 чел..

## Инфраструктура
Было развито путевое хозяйство.

## Транспорт
Просёлочные дороги.